# Trichomorellia seguyi
Trichomorellia seguyi är en tvåvingeart som först beskrevs av Pamplona 1983.  Trichomorellia seguyi ingår i släktet Trichomorellia och familjen husflugor.
Artens utbredningsområde är Venezuela. Inga underarter finns listade i Catalogue of Life.